# Louis Feuillade
Louis Feuillade fue un director de cine francés nacido el 19 de febrero de 1873 en Lunel (Hérault) y fallecido el 26 de febrero de 1925 en Niza.
Empezó su carrera como periodista para acabar trabajando en la famosa compañía cinematográfica Gaumont. Su extensa filmografía abarca más de quinientos títulos. Es reconocido por sus seriales relacionados con intrigas policiacas, entre ellos cabe destacar Fantomas, Los Vampiros y Judex.

## Filmografía destacada
- 1911 La vida tal cual es
- 1913 Fantomas - A la sombra de la guillotina
- 1914 Fantomas contra Fantomas
- 1915 Los vampiros
- 1916 Judex
- 1919 Barrabás
- 1921 Las dos niñas de París
- 1921 La huerfanita
- 1922 El hijo del pirata
- 1924 El estigma
- 1924 El huérfano de París